# De maagd van Gent
De maagd van Gent is een Belgische film uit 2014 onder regie van Nicolaas Rahoens.

## Verhaal
Verschillende Gentenaars hebben een volkstuintje waar ze hun eigen groenten kweken. Een deel van hun opbrengst geven ze aan een progressieve priester, die er soep van maakt en die uitdeelt aan de daklozen. Na een spijtig incident wordt de burgemeester onder druk gezet door de grote Franse winkelketen Colfour om de grond te verkopen, zodat er een groot winkelcomplex kan gebouwd worden.

## Rolverdeling
| Acteur             | Personage          |
| ------------------ | ------------------ |
| Souad Boukhatem    | Aicha              |
| Luk De Bruyker     | Dakloze            |
| Jo Decaluwe        | Politie-inspecteur |
| Bob De Moor        | Burgemeester       |
| Christophe Deborsu | Manager            |
| Michiel Dendooven  | Padre              |
| Mieke Dobbels      | Winkelhouder       |
| Ian Ghysels        | Kevin              |
| Daan Hugaert       | Inspecteur         |
| Gytha Permentier   | Lara               |
| Jim T. Maes        | Groentenverkoper   |